# IAAF World Relays 2014 - Staffetta 4×100 metri maschile
La gara della staffetta 4×100 metri maschile delle IAAF World Relays 2014 si è svolta domenica 25 maggio 2014.

## Podio
| Pos.    | Nazione                                                                         | Tempo |
| ------- | ------------------------------------------------------------------------------- | ----- |
| Oro     | Giamaica Nesta Carter Nickel Ashmeade Julian Forte Yohan Blake                  | 37"77 |
| Argento | Trinidad e Tobago Keston Bledman Marc Burns Rondel Sorrillo Richard Thompson    | 38"04 |
| Bronzo  | Regno Unito Richard Kilty Harry Aikines-Aryeetey James Ellington Dwain Chambers | 38"19 |

### Record
Prima di questa competizione, il record del mondo (WR) e il record dei campionati (CR) erano i seguenti.
| Record                | Prestazione | Atleta                                                      | Data                               | Competizione               |
| --------------------- | ----------- | ----------------------------------------------------------- | ---------------------------------- | -------------------------- |
| Record mondiale       | 36"84       | Giamaica Nesta Carter Michael Frater Yohan Blake Usain Bolt | 11 agosto 2012 Londra, Regno Unito | Giochi della XXX Olimpiade |
| Record dei campionati | -           | -                                                           | -                                  | -                          |

### Campioni in carica
I campioni in carica, a livello mondiale e continentale, erano:
| Campioni | Atleta                                                                           | Prestazione | Data                               | Competizione               |
| -------- | -------------------------------------------------------------------------------- | ----------- | ---------------------------------- | -------------------------- |
| Olimpici | Giamaica Nesta Carter Michael Frater Yohan Blake Usain Bolt                      | 36"84       | 11 agosto 2012 Londra, Regno Unito | Giochi della XXX Olimpiade |
| Mondiali | Giamaica Nesta Carter Kemar Bailey-Cole Nickel Ashmeade Usain Bolt               | 37"36       | 18 agosto 2013 Mosca, Russia       | Campionati del mondo 2013  |
| Europei  | Paesi Bassi Brian Mariano Churandy Martina Giovanni Codrington Patrick van Luijk | 38"34       | 28 giugno 2012 Helsinki, Finlandia | Campionati europei 2012    |

## Batterie
Le batterie si sono svolte a partire dalle 17:40 di domenica 25 maggio 2014. Si sono qualificate per la finale le prime 2 staffette di ogni batteria (Q) e i 2 migliori tempi (q).

### Batteria 1
| Pos. | Nazione                                                                        | Tempo | Note                                     |
| ---- | ------------------------------------------------------------------------------ | ----- | ---------------------------------------- |
| 1    | Regno Unito Richard Kilty Harry Aikines-Aryeetey James Ellington Daniel Talbot | 37"93 | Q                                        |
| 2    | Trinidad e Tobago Keston Bledman Marc Burns Rondel Sorrillo Richard Thompson   | 38"09 | Q                                        |
| 3    | Giappone Kazuma Oseto Kei Takase Yoshihide Kiryū Shōta Iizuka                  | 38"34 | q                                        |
| 4    | Cuba Yaniel Carrero Roberto Skyers Reynier Mena Yadier Cuéllar                 | 38"44 | Miglior prestazione personale stagionale |
| 5    | Paesi Bassi Giovanni Codrington Churandy Martina Jorén Tromp Hensley Paulina   | 38"52 | Miglior prestazione personale stagionale |
| 6    | Australia Jin Su Jung Jarrod Geddes Jake Hammond Alexander Hartmann            | 39"21 | Miglior prestazione personale stagionale |
| 7    | Isole Cayman Kemar Hyman Tyrell Cuffy David Hamil Rhymiech Adolphus            | 39"76 | Miglior prestazione personale stagionale |

### Batteria 2
| Pos. | Nazione                                                                       | Tempo | Note                                     |
| ---- | ----------------------------------------------------------------------------- | ----- | ---------------------------------------- |
| 1    | Giamaica Nesta Carter Kemar Bailey-Cole Julian Forte Andrew Fisher            | 37"71 | Q                                        |
| 2    | Brasile Bruno de Barros Jefferson Lucindo Aldemir da Silva Junior Jorge Vides | 38"10 | Q                                        |
| 3    | Francia Arnaud Remy Jimmy Vicaut Ben Bassaw Christophe Lemaitre               | 38"33 | q                                        |
| 4    | Polonia Remigiusz Olszewski Dariusz Kuć Kamil Masztak Karol Zalewski          | 38"60 | Miglior prestazione personale stagionale |
| 5    | Cina Shiwei Chen Zhenye Xie Yang Yang Youxue Mo                               | 39"00 | Miglior prestazione personale stagionale |
| 6    | Barbados Andrew Hinds Levi Cadogan Ackeem Forde Ramon Gittens                 | 39"27 | Miglior prestazione personale stagionale |
| 7    | Venezuela Dubeiker Cedeño Arturo Ramírez Alvaro Luis Cassiani Diego Rivas     | 39"29 | Miglior prestazione personale stagionale |

### Batteria 3
| Pos. | Nazione                                                                        | Tempo | Note                                     |
| ---- | ------------------------------------------------------------------------------ | ----- | ---------------------------------------- |
| 1    | Germania Aleixo-Platini Menga Lucas Jakubczyk Julian Reus Martin Keller        | 38"62 | Q                                        |
| 2    | Canada Gavin Smellie Dontae Richards-Kwok Jared Connaughton Justyn Warner      | 38"70 | Q                                        |
| 3    | Saint Kitts e Nevis Jason Rogers Antoine Adams Lestrod Roland Brijesh Lawrence | 38"76 | Miglior prestazione personale stagionale |
| 4    | Ucraina Emil Ibragimov Serhiy Smelyk Ihor Bodrov Vitaliy Korzh                 | 38"91 | Miglior prestazione personale stagionale |
| -    | Bahamas Jonathan Farquharson Adrian Griffith Stephen Newbold Blake Bartlett    | dq    |                                          |
| -    | Stati Uniti Marvin Bracy Trell Kimmons Rakieem Salaam Charles Silmon           | dq    |                                          |
| -    | Nigeria                                                                        | dns   |                                          |

## Finale B
La finale B, per gli atleti non approdati alla finale vera e propria, si è disputata alle 20:28 di domenica 25 maggio 2014.
| Pos. | Nazione                                                                         | Tempo | Note                                     |
| ---- | ------------------------------------------------------------------------------- | ----- | ---------------------------------------- |
| 9    | Ucraina Emil Ibragimov Serhiy Smelyk Ihor Bodrov Vitaliy Korzh                  | 38"53 | Record nazionale                         |
| 10   | Cuba Yaniel Carrero Roberto Skyers Reynier Mena Yadier Cuéllar                  | 38"60 |                                          |
| 11   | Cina Shiwei Chen Zhenye Xie Yang Yang Youxue Mo                                 | 38"83 | Miglior prestazione personale stagionale |
| 12   | Saint Kitts e Nevis Allistar Clarke Jason Rogers Antoine Adams Brijesh Lawrence | 39"07 |                                          |
| 13   | Polonia Remigiusz Olszewski Dariusz Kuć Jakub Adamski Karol Zalewski            | 39"31 |                                          |
| -    | Paesi Bassi Giovanni Codrington Churandy Martina Jorén Tromp Hensley Paulina    | dnf   |                                          |
| -    | Australia Jin Su Jung Jarrod Geddes Jake Hammond Alexander Hartmann             | dnf   |                                          |
| -    | Barbados                                                                        | dns   |                                          |

## Finale
La finale si è disputata alle 20:37 di domenica 25 maggio 2014.
| Pos.    | Nazione                                                                         | Tempo | Note                                     |
| ------- | ------------------------------------------------------------------------------- | ----- | ---------------------------------------- |
| Oro     | Giamaica Nesta Carter Nickel Ashmeade Julian Forte Yohan Blake                  | 37"77 |                                          |
| Argento | Trinidad e Tobago Keston Bledman Marc Burns Rondel Sorrillo Richard Thompson    | 38"04 | Miglior prestazione personale stagionale |
| Bronzo  | Regno Unito Richard Kilty Harry Aikines-Aryeetey James Ellington Dwain Chambers | 38"19 |                                          |
| 4       | Brasile Bruno de Barros Jefferson Lucindo Aldemir da Silva Junior Jorge Vides   | 38"40 |                                          |
| 5       | Giappone Kazuma Oseto Kei Takase Yoshihide Kiryū Shōta Iizuka                   | 38"40 |                                          |
| 6       | Canada Gavin Smellie Dontae Richards-Kwok Jared Connaughton Justyn Warner       | 38"55 | Miglior prestazione personale stagionale |
| 7       | Germania Aleixo-Platini Menga Lucas Jakubczyk Julian Reus Martin Keller         | 38"69 |                                          |
| 8       | Francia Arnaud Remy Jimmy Vicaut Ben Bassaw Christophe Lemaitre                 | dns   |                                          |